# سوداک
سوداک (به روسی: Судак)  شهری در ساحل خلیج سوداک از همان نام، در بخش وسط ساحل جنوب شرقی واقع شده است شبه جزیره کریمه. آب و هوا در سوداک نرم و خشک است، بدون نوسانات دما و نزدیک به آب و هوا ساحل جنوبی کریمه بارش در سوداک نیمه کمتر از آن است و ساعت خورشید بیشتر است. فصل استراحت (حمام کردن) در سوداک یکی از طولانی ترین فصول استراحت در کریمه است، به طور متوسط، از ابتدای ماه ژوئن تا اواسط ماه اکتبر، ماه های گرم در نظر گرفته می شود، در این زمان دمای هوا می تواند به + 38 درجه سانتیگراد، و آب دریا در آب های ساحلی گرم تا +24 - +25 درجه است. جمعیت این شهر ۱۶,۴۹۲ (۲۰۲۱ تخمینی) نفر است.
تابستان گرم، همراه با خورشید، دریا، حمام، مناظر کوهستانی منظره و انواع مسکن نسبتا ارزان قیمت، این دلایل اصلی بقیه در سوداک بسیار جذاب برای بسیاری از گردشگران است.